# Повстанський рух України (1918—1921)
Повстанський рух в Україні 1917—1921-го і пізніших років — масовий збройний рух українського селянства і частково робітництва, що спрямований на захист соціальних здобутків, зокрема права на вільне володіння землею та засобами виробництва, проти реставраторів старого ладу й окупаційних режимів в Україні, за народну владу і далі за національне і соціальне самовизначення українського народу.
Спершу обмежений своїм соціальним спрямуванням й анархістським характером, повстанський рух в Україні набирав поступово все більше національного змісту й оформився у виразну політичну визвольну боротьбу українського народу, підтримку якому надавав Повстансько-партизанський штаб УНР.

## Історія руху
Стихійний у своїй основі повстанський рух в Україні не був об'єднаний в ініціативі й виявах, не мав одного керівного центру й одностайного плану дій. Неусталені були також його ідеологічні й програмові засади і спрямування. Тільки в окремі періоди боротьби виявилася перевага певних ідеологічних настроїв, базованих на принципах самовизначення і незалежності нації. Ідеологія і мета повстанського руху в Україні з'ясовувалися спорадично у заявах керівників-отаманів, у їхніх відозвах, наказах, маніфестах, зверненнях чи листах до населення України, окремих повітів чи округ, до уряду УНР, окупаційної влади й інших повстанських груп чи з'єднань.
Основною організаційною формою повстанського руху в Україні були місцеві (сільські, волосні) й повітові повстанські відділи, групи, загони, які обороняли здебільша своє село чи найближчі околиці, спираючись на прихильне до них населення. У разі потреби координували (або й об'єднували) свої дії з сусідніми групами або загонами для спільних бойових дій, проводячи мобілізацію у своїх районах для поповнення основних відділів. Не мавши постійного й одного провідного центру, повстанські організації створювалися і діяли з власної ініціативи. Тому у політичній тактиці повстанців були чималі розбіжності.
Унаслідок більшовицького терору і військових операцій упродовж літа 1921 в Україні були ліквідовані головні повстанські осередки, а більшість їхніх отаманів були вбиті у боях або розстріляні. Більшовики змогли подолати спротив українців, використовуючи криваві методи. 
У історичних працях і публікаціях радянської доби повстанський рух в Україні замовчується або знеславлюється як «бандитизм», учасники цього руху представлені як «бандити», які ніби не мали будь-яких ідейних, соціальних чи політичних мотивів. 
Наведені нижче списки вилученні з книг Віктора Савченко та Василя Вериги.
У фондах «Постоянного совещания по борьбе с бандитизмом» зберігається документ — «Список банд в Украине» (станом на травень 1921 року). На основі цього документу і складений наведений нижче перелік:
Район дислокації загонів повстанців — Отаман — Чисельність повстанців — Політичний напрямок повстанців (в дужках зазначено приблизна кількість кулеметів):
1-й, 2-й повстанські райони. Херсонська губернія, південні повіти. Приблизно 1 тисяча осіб:
- Загони німецьких колоністів — 300 осіб — білогвардійська.
- Скляр — 50 осіб — самостійна.
- Солтіс — 50 осіб.
- Деркач — 50 осіб.
- Здобудь-Воля — 100 осіб.
- Гуляй-Віда — 80 осіб.
- Стротиевський — 50 осіб.
- Ивашенко — 50 осіб.
- Пшонник — 200 осіб.
- Р. Бабій — 70 осіб.
- Д. Кушнір — 50 осіб.

3-й повстанський район. Катеринославська губернія, правобережні повіти. Приблизно 1 тисяча осіб:
- Клепач — 100 осіб — самостійна.
- Гладченко — 100 осіб.
- Ильченко — 50 осіб.
- Иванов — 300 осіб — анархічна.
- Круглое — 50 осіб.
- Черний — 100 осіб.
- Чалий — 100 осіб.

4-й повстанський район. Херсонська губернія, північні повіти. Приблизно 1,6 тисячі осіб:
- М. Мелашко — 150 осіб — самостійна.
- Я. Кошевой — 120 осіб (10).
- Чумак — 80 осіб.
- Клим — 60 осіб (3).
- Полудненко — 100 осіб.
- Деревяга — 200 осіб.
- Колос — 100 осіб.
- Гулько — 80 осіб.
- Куш — 150 осіб.
- Василенко — 100 осіб.
- Карась — 50 осіб.
- Черний Ворон — 250 осіб.
- Павлов — 150 осіб — анархічна.
- Сокол — 150 осіб.
- Попов — 50 осіб.
- Стародуб — 50 осіб.

5-й, 6-й повстанські райони. Подільська губернія. Приблизно 3,5 тисяч осіб:
- Ф. Хмара — 500 осіб (6) — самостійна.
- Я. Шепель — 400 осіб.
- Орел- — 600 осіб.
- Гальчевський — 300 — осіб (10).
- Заболотний — 100 осіб.
- Сірко — 70 осіб (4).
- Коваль — 200 осіб.
- Підкова — 200 осіб.
- Лихо — 100 осіб.
- Гадзнховський — 200 осіб.
- Чуприна — 50 осіб.
- Іво — 50 осіб.
- Крилов — 150 осіб.
- Петрушенко — 100 осіб.
- Шевчук — 50 осіб.
- Пушкарь — 50 осіб.
- Ходік — 150 осіб.
- Е. Якубченко — 50 осіб.
- Дорошенко — 200 осіб.
- Подоляк — 100 осіб.
- Бабич — 300 осіб.
- Голуб — 100 осіб.
- Василенко — 50 осіб.

7-й повстанський район 2—а група. Київська губернія, Уманський повіт. Приблизно 1 тисяча осіб:
- А. Волинець — 300 осіб — самостійна.
- Миргородський — 150 осіб.
- Чайковський — 100 осіб.
- Деревьяга — 100 осіб.
- Пстюк — 50 осіб.
- П. Дерещук — 200 осіб.
- М. Христенко — 100 осіб.

8-й повстанський район 2-ї групи. Київська губернія, південні повіти (Чигирин — Холодний Яр — Звенигородка — Корсунь). Приблизно 4,5 тисячі осіб:
- Загони Холодного Яру — 700 осіб — самостійна.
- Я. Водяной.
- Голік (Залізняк) — 300 осіб.
- Гонта.
- Мамай — 100 осіб.
- Фесенко — 100 осіб.
- Туз — 200 осіб.
- Орлик — 100 осіб.
- Нагорний — 500 осіб.
- Цветковський — 200 осіб.
- Тройко-Трейко — 100 осіб.
- Богатиренко — 200 осіб (5).
- Завгородній — 200 осіб.
- Пшеничний — 100 осіб.
- Гризло — 300 осіб.
- Терещенко — 300 осіб.
- Бондаренко — 100 осіб.
- Прищ — 100 осіб.
- Сорока — 50 осіб.
- Братовец — 50 осіб.
- Непитайко — 50 осіб.
- Завзятний — 50 осіб.
- Жук — 100 осіб.
- Лещенко — 80 осіб.
- Ващенко — 200 осіб (10).
- Чехович, Зеленчук, Матвієнко, Кравченко, Пугач, Музика, Темний — загалом 400 осіб.

9-й повстанський район. Волинська губернія. Приблизно 0,7 тисячі осіб:
- П. Филоненко — 300 осіб — самостійна.
- Заклинюк — 50 осіб.
- Воловський — 50 осіб.
- Курух — 50 осіб.
- Верховський — 60 осіб.

10-й повстанський район 2-ї групи. Київська губернія, північні повіти. Приблизно 1,6 тисячі осіб (56):
- Ю. Мордалевич — 700 осіб (20) — самостійна.
- І. Струк — 250 осіб (15).
- Лисиця — 200 осіб (5).
- Сірко — 180 осіб.
- Верновський — 60—100 осіб.
- Кувшинський — 60 осіб.
- Бердіхін — 80 осіб (4).
- Пінчук — 60 осіб (2).
- Ярошевич.

11-й повстанський район. Чернігівська губернія. Приблизно 2 тисячі осіб (15):
- Шуба — 300 осіб — анархічна.
- Артамонов — 100 осіб.
- Маслов — 200 осіб (3).
- Тілелей — 70 осіб — самостійна.
- Лошін — 300 осіб.
- Галако — 400 осіб (3).
- Ходько — 50 осіб.
- «Грош бойци» — 50 осіб.
- Довгаленко — 150 осіб.
- Добрий вечір — 80 осіб.

12-й, 14-й повстанські райони. Полтавська губернія. Приблизно 5 тисяч осіб (30):
- Хозушко — 50 осіб — самостійна.
- Коваленко — 50 осіб.
- Чорний — 200 осіб (2).
- Тацій — 50 осіб.
- Галайда — 50 осіб.
- Тягло — 80 осіб.
- Іванюк — 300 осіб — анархічна.
- Кониболотський — 60 осіб.
- Семиславов — 50 осіб (8) — анархічна.
- Левченко — 1500 осіб.
- Брова — 200 осіб.
- Ромашка — 1000 осіб — самостійна.
- Келеберда — 100 осіб.
- Івченко — 100 осіб.
- Кокоть — 100 осіб.
- Крупський — 100 осіб.
- Король — 100 осіб.
- Кабан — 100 осіб.
- Маруся Чорна — 100 осіб.

15-й, 16-й, 18-й, 19-й повстанські райони. Катеринославська губернія, лівобережні повіти. Приблизно 5 тисяч осіб (90):
- Н. Махно — приблизно 5 тисяч осіб — анархічна.
- Пушкарев — 50 осіб (3).
- Забудько — 100 осіб (1).
- Бурлака — 50 осіб.
- Бабицький — 150 осіб (7).
- Пархоменко — 200 осіб (3).
- Маруся — 350 осіб (8).
- Миронов — 150 осіб (1).
- Каленік.
- Ліпко.
- Наконечний.

17-й повстанський район. Північна Таврія. Приблизно 0,5 тисяч осіб (10):
- 100 осіб — Куриленко — 200 осіб (2) — анархічна.
- Глазунов.
- Зверев — 100 осіб (3).
- Павловський — 40 осіб (4).

20-й, 21-й, 22-й повстанські райони. Харківська губернія. Приблизно 3,5 тисячі осіб (40):
- Двигун — 100 осіб — анархічна.
- Волох — 200 осіб (2).
- Савонов — 200 осіб (15).
- Каменюк — 300 осіб (3).
- Зайцев — 300 осіб.
- Терехов — 800 осіб.
- Бистрое — 60 осіб.
- «Фома» Кожин — 450 осіб (18).
- Колеснік — 500 осіб.
- Шаповал — 450 осіб.
- Серобаба — 100 осіб.
- Сироватський — 50 осіб.
- Матвеєнко, Бурлак, Скворцов, Скляров, Белецкій — 150 осіб.